# Andreea Stefanescu
Andreea Stefanescu (n. 13 decembrie 1993, Iași, România) este o gimnastă italiană de origine română, decorată cu Ordinul Național de Merit al Republicii Italiene, precum și cu cea mai înaltă distincție a Comitetului Olimpic Italian, Collare d'oro al merito sportivo.

## Biografie

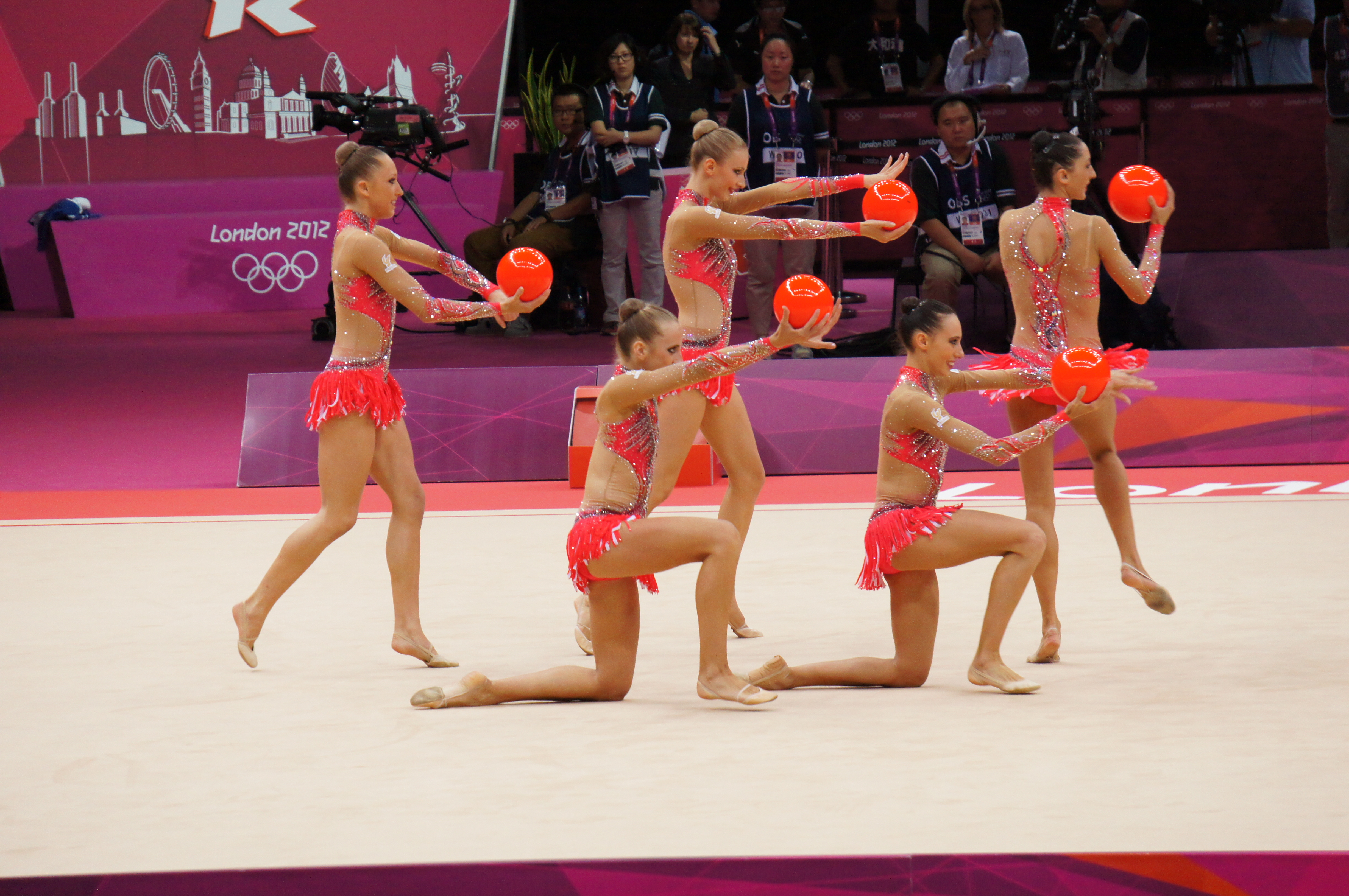
Echipa Italiei în proba de mingi la Jocurile Olimpice de vară din 2012

A început să practice gimnastica ritmică în România la vârsta de 6 ani, iar în 2006 a emigrat împreună cu familia, stabilindu-se la Spoleto, în provincia Perugia. Calitățile sale au făcut ca Federația să-i propună încă din 2007 să devină cetățean italian, lucru care s-a întâmplat cu puțin timp înainte de Campionatul European din 2008.
A făcut parte din echipa Italiei la Campionatele Mondiale de gimnastică ritmică din 2010 și 2011, echipă care a câștigat medalia de aur la echipe compus. Colegele ei au câștigat de asemenea și medalii de bronz la Campionatul mondial din 2012 în probele de 5 mingi, respectiv 3 panglici și 2 cercuri, precum și o medalie de bronz la Jocurile Olimpice din 2012 la echipe compus împreună cu celelalte membre ale echipei (Elisa Blanchi, Marta Pagnini, Elisa Santoni, Anzhelika Savrayuk, Romina Laurito).